# Джурджень (Бакеу)
Джурджень, Джурджені (рум. Giurgeni) — село у повіті Бакеу в Румунії. Входить до складу комуни Тетерешть.
Село розташоване на відстані 217 км на північний схід від Бухареста, 42 км на південний схід від Бакеу, 106 км на південь від Ясс, 110 км на північний захід від Галаца, 138 км на північний схід від Брашова.

## Населення
За даними перепису населення 2002 року у селі проживали 273 особи, усі — румуни. Усі жителі села рідною мовою назвали румунську.